# بارسبوتل
بارسبوتل (به آلمانی: Barsbüttel) یک شهر در آلمان است که در شتورمارن واقع شده‌است. بارسبوتل ۱۲٬۴۰۱ نفر جمعیت دارد.

## خواهرخوانده
شهرهای گرال-موریتس، کیلا، استونی، Guipavas و کالینگتون، کورنوال خواهرخوانده‌های بارسبوتل هستند.